# Gonten
Gonten (gsw. Goote) – gmina (niem. Bezirk) w północno-wschodniej Szwajcarii, w kantonie Appenzell Innerrhoden, w niemieckojęzycznej części kraju. 31 grudnia 2014 liczyła 1441 mieszkańców.